# Chickasha
La ville de Chickasha (en anglais [ˈtʃɪkəʃeɪ]) est le siège du comté de Grady, dans l’État d’Oklahoma, aux États-Unis. Sa population s’élevait à 16 036 habitants lors du recensement de 2010, estimée à 16 488 habitants en 2015.

## Source
- (en) Cet article est partiellement ou en totalité issu de l’article de Wikipédia en anglais intitulé « Chickasha, Oklahoma » (voir la liste des auteurs).